# بيلومورسك
بيلومورسك (بالروسية: Беломорск) هي إحدى مدن روسيا في الكيان الفدرالي الروسي جمهورية كاريليا.